# Belij plascsik
Belij plascsik (oroszul: "Белый плащик"; angolul: "White Robe"; magyarul: Fehér köpeny) egy dal a t.A.T.u
Veszjolije ulibki című albumáról. Az első 1000 példányt megszámozták és Lena és Julia ezeket dedikálta. Ezeket a leghűségesebb rajongók már előtte lefoglalták. 2008. május 20-án kezdték árusítani.

## Videóklip
Két változata van a klipnek, egy cenzúrázott és egy cenzúrázatlan verzió. A cenzúrázott verziót 2007 novemberében mutatták be az MTV Russián. A cenzúrázatlan a DVD-n szerepel.
A cenzúrázatlan videóban Lena utcán járkál lenge öltözékben. Hazaérkezik, meztelenre vetkőzik s felveszi az egyenruháját, Juliát zuhanyzás közbe mutatják felülről meztelenül. Lena utána bemegy az intézetbe megy, ahol lelöveti a terhes Juliát a kivégzőosztaggal.

### Értékelések
| Ország                       | Helyezés |
| ---------------------------- | -------- |
| Polish Airplay Chart         | 22       |
| Russian Airplay Chart        | 97       |
| Russia Billboard Sales Chart | 15       |

## Fordítás
Ez a szócikk részben vagy egészben  a   Beliy Plaschik című angol Wikipédia-szócikk fordításán alapul.  Az eredeti cikk szerkesztőit annak laptörténete sorolja fel. Ez a jelzés csupán a megfogalmazás eredetét és a szerzői jogokat jelzi, nem szolgál a cikkben szereplő információk forrásmegjelöléseként.